# 三田市立すずかけ台小学校
三田市立すずかけ台小学校（さんだしりつすずかけだいしょうがっこう）は、兵庫県三田市すずかけ台2丁目にある市立小学校。
地元の自治会による「子供安全パトロール隊」の結成、「防犯パトロールカー」の導入など、地域と連携した子どもの見守り活動が行われている。
この小学校を卒業した生徒は三田市立けやき台中学校に進学する。

## 沿革
- 1987年（昭和62年） - 開校。
- 1990年（平成2年） - 三田市立あかしあ台小学校を分離。
- 1992年（平成4年） - 三田市立けやき台小学校を分離。
  - （以上、三田市史別編「さんだ40年のあゆみ」参考）
- 2016年（平成28年）10月29日 - 午前から第30回音楽会開催、午後から創立30周年記念式典挙行[3]。

## 所在地
- 兵庫県三田市すずかけ台2-45

- 北緯34度54分8秒 東経135度11分43秒 / 北緯34.90222度 東経135.19528度
- 三田(京都及大阪) - 地理院地図
- 三田市立すずかけ台小学校 - Google マップ

## 通学区域が隣接している学校
- 三田市立けやき台小学校
- 三田市立あかしあ台小学校
- 三田市立富士小学校
- 三田市立松が丘小学校
- 三田市立志手原小学校
- 三田市立広野小学校